# Félix Millet
Félix Théodore Millet (Ivoy-le-Pré, Cher, 1844 – 1929) foi um mecânico francês, um dos primeiros fabricantes de motocicletas.

## Biografia
Félix Millet fabricou um motor rotativo em estrela de 5 cilindros em 1887. Em um motor rotativo em estrela, o virabrequim é fixo, enquanto o motor gira, uma técnica amplamente usada em motores de aeronaves durante a Primeira Guerra Mundial. Ele primeiro o montou em um triciclo, depois na roda traseira de uma bicicleta em 1893, fazendo uma motocicleta.
Foi a primeira motocicleta de vários cilindros. Em 1895 Félix Millet participou da corrida Paris-Bordeaux-Paris, mas não passou além de Orléans.
Perdeu o controle da marca por volta de 1900.